# Mapsidius charpentierii
Mapsidius charpentierii là một loài bướm đêm thuộc họ Scythrididae. Nó đặc hữu Oahu.
Nó giống với Mapsidius auspicata, nhưng lớn hơn và các đốm đen ở cánh trước khác biệt hơn.
Ấu trùng ăn Charpentiera obovata.